# Monomma quadrimaculatum
Monomma quadrimaculatum es una especie de coleóptero de la familia Monommatidae.

## Distribución geográfica
Habita en Filipinas.